# Pixies (álbum)
Pixies es un EP lanzado en 2002 con material inédito de la banda de rock alternativo estadounidense Pixies. El material provenía de una demo de diecisiete pistas (conocido como "The Purple Tape"), grabado en Fort Apache Studios en marzo de 1987 por el productor discográfico Gary Smith. Ocho de esas pistas ya se habían lanzado como parte de su álbum debut, Come On Pilgrim , por lo que este EP lanzado por 
SpinART Records en Estados Unidos y Sonic Unyon en Canadá está formado por las nueve restantes.

## Lista de canciones
1. "Broken Face" – 1:23
2. "Build High" – 1:41
3. "Rock A My Soul" – 1:40
4. "Down To The Well" – 2:36
5. "Break My Body" – 2:00
6. "I'm Amazed" – 1:40
7. "Here Comes Your Man" – 2:50
8. "Subbacultcha" – 2:52
9. "In Heaven (Lady In The Radiator Song)" – 1:43

## The Purple Tape
1. "Levitate Me" – 2:30
2. "The Holiday Song" – 2:08
3. "I've Been Tired" – 2:36
4. "Break My Body" – 2:00
5. "Down to the Well" – 2:36
6. "Rock a My Soul" – 1:40
7. "I'm Amazed" – 1:40
8. "Build High" – 1:41
9. "In Heaven (Lady in the Radiator Song)" – 1:43
10. "Caribou" – 3:17
11. "Here Comes Your Man" – 2:50
12. "Subbacultcha" – 2:52
13. "Vamos" – 3:10
14. "Broken Face" – 1:23
15. "Nimrod's Son" – 2:15
16. "Isla De Encanta" – 1:42
17. "Ed Is Dead" – 2:32

Varias de las pistas de este casete aparecieron en álbumes posteriores (aunque regrabadas), como "I'm Amazed", "Broken Face", y "Break My Body" en Surfer Rosa, "Here Comes Your Man" en Doolittle, "Down to the Well" en Bossanova, y una revisada "Subbacultcha" en Trompe Le Monde. Una versión de "In Heaven" (Lady in the Radiator Song), de la película surrealista de David Lynch, Eraserhead, aparece en esta demo. "Down to the Well" y "Rock a My Soul" aparecen en el EP Sound Waves.
Las grabaciones originales de "Subbacultcha" y "I'm Amazed" tenían un estribillo distinto a los lanzamientos posteriores, de las que se prescindió por ser, aparentemente, demasiado flojas. El estribillo sustraído de "Subbacultcha" después sería la base de "Distance Equals Rate Times Time", una canción en sí misma que aparece después de la versión revisada de "Subbacultcha" de Trompe le Monde.